# Čista Velika
Čista Velika je naselje u sastavu Grada Vodica, u Šibensko-kninskoj županiji.

## Zemljopis
Čista Velika je smještena u Ravnim kotarima. Nalazi se oko 17 kilometara sjeverno od Vodica i oko 23 km od Šibenika.

## Povijest
Čista Velika danas je samostalna župa. U prošlosti pripadala je župi Velimu skupa sa zaselkom Gaćalezima sve do 1747. godine. Tad je osnovana župa Dragišić – Čista, dok župnik i dalje stanovao kod crkve sv. Ane u Čisti. 1880. godine Čista je pripojena Stankovcima zajedno s ostalim selima župe Dragišić – Čista. Opsluživao ju je župnik Piramatovaca pa je Čista pridodana Piramatovcima, unatoč tome što su seljaci izgradili novi župni stan želeći samostalnoga župnika. Od 1950. vode se župne matice. Ovdašnja župna crkva posvećena je sv. Ani i izgrađena je 1968. godine na temeljima stare, prema nacrtima arhitekta Ante Barača. Samostalna župa Čista Velika osnovana je 1969. godine. Pripali su joj zaselci: Čista Mala, Gaćeleze, Grabovac, Morpolača i Dragišići. Župna kuća u također je popravljena u novije vrijeme. Uz nju je izgrađena vjeronaučna dvorana. U velikosrpskoj agresiji 1992. god. crkvu su pobunjeni Srbi srušili do temelja, kao i župnu kuću. Ukrali su zvona, sliku sv. Ane i srebrni ophodni križ su nestali. Župske matice su sačuvane. Nova crkva sv. Ane gradila se od 2001. do 2003. godine na drugom mjestu. Izgrađena je u neposredno kod stare župne kuće, te zvonik s četiri zvona odvojen od crkve. Nova župna kuća građena je od od 2002. do 2004. godine.

## Šport
- Boćarski klub „Čista Velika”
- Nogometni klub „Oluja”

## Stanovništvo
Prema popisu iz 2011. naselje je imalo 472 stanovnika.
| broj stanovnika | 132   |       | 160   | 183   | 222   | 241   | 275   | 299   | 413   | 461   | 536   | 521   | 540   | 533   | 487   | 472   | 405   |
|                 | 1857. | 1869. | 1880. | 1890. | 1900. | 1910. | 1921. | 1931. | 1948. | 1953. | 1961. | 1971. | 1981. | 1991. | 2001. | 2011. | 2021. |

## Naobrazba
- Osnovna škola „Čista Velika”

## Poznate osobe
- Šime Storić, hrvatski književnik